# 八木侑紀
八木 侑紀（やぎ ゆき、12月7日 - ）は、日本の女性声優。大阪府出身。プロダクション・エース所属。

## 人物
趣味はスムージー作り。特技はバトントワリング。他に「親指を手の甲側に90度曲げること」が出来る。図書館司書の資格を有している。
幼い頃から、人前で歌ったり踊ったりすることが好きで、「うたのおねえさん」になることを目標に掲げていた。
学生時代には演劇部に所属しており、演技をしたり、人前で声を出すことの面白さや楽しさに魅了される。
また、声優を目指すキッカケになった作品に『カードキャプターさくら』を挙げている。
元々、水を飲むのが苦手であったが、2017年夏に脱水症状になりかけた経緯などもあり、数年間かけて克服した。はずであったが令和7年6月17日のSwitch2当選報告をREALITY配信でしている際、水は未だに苦手で無理矢理飲んでいるのでwikipedia更新しといてと述べていた。

## 出演
太字はメインキャラクター。

### テレビアニメ
2015年
- 空戦魔導士候補生の教官（女の子）
- 対魔導学園35試験小隊（生徒A）

2016年
- ブレイブウィッチーズ（渡辺）

2017年
- はじめてのギャル（女子生徒C、園児（女の子）、幼女）
- 僕の彼女がマジメ過ぎるしょびっちな件（篠崎奏多、幼い遥）

2018年
- 魔法少女 俺（妖魔、触手妖魔）
- ちおちゃんの通学路（モブ〈女〉、女子、並ぶ権利が欲しい女性）

2019年
- 賢者の孫（試験官、女子、教官）
- 旗揚!けものみち（花子）

2020年
- ネコぱら（ショコラ）
- BORUTO-ボルト- NARUTO NEXT GENERATIONS（四姉妹、コナ）
- 神達に拾われた男（2020年 - 2023年、リリアン、ルリー） - 2シリーズ

2021年
- アイドリッシュセブン Third BEAT!（メイク）

2022年
- クレヨンしんちゃん（子供A）

2023年
- 「艦これ」いつかあの海で（第三〇号海防艦）
- カワイスギクライシス（ヌル丸）

2024年
- ありふれた職業で世界最強 season 3（淑女）

### OVA
- 怪獣娘（黒）〜ウルトラ怪獣擬人化計画〜（2018年、ペガッサ星人 / 平賀サツキ[12]）
- 天地無用! GXP（2023年、アチャ）

### 外画
- ポンポンポロロ（ルーピー）
- サゴミニフレンズ（ロビン)

### Webアニメ
- Levius -レビウス-（2019年、観客）

### ゲーム
2015年
- 神話創世RPGアマデウス（ヘラ、ウズメ、セルケト）

2016年
- ラストクロニクル（メニズマ、システムボイス）
- 円環のパンデミカcode -S-（黒葛原マユ）
- 神話創世RPGアマデウス02旋血ラグナロク（フリッグ、ハトホル、ツァトゥグァ）
- 陰陽おとぎソール（ヘルメス・トリスメギストス、黒船サスケハナ、対物狙撃銃レム、鉄鼠）

2017年
- ウチの姫さまがいちばんカワイイ（ウリエラ）
- 拡張少女系トライナリー（ガブリエラ・ロタルィンスカ）
- ゴシックは魔法乙女（キースネリス、ステラ）
- 真空管ドールズ（エナ、リナ）

2018年
- WAR OF BRAINS（怪力美貌 キンタロウ、次元の番人 シェーラ、小さき戦士 ポポッキュ）
- 神話創世RPGアマデウス（イザナミ、カーリー）

2019年
- メトロ エクソダス（キリル・フレーブニコフ 他）
- THE DIVISION2
- じんるいのみなさまへ（朱香CyxaЯ）
- 戦姫ストライク（ラィルミット、千鶴）

2020年
- アンノウンブライド（ソルテ、ユグドラシル)
- ビビッドアーミー（ラグノ）
- 黒騎士と白の魔王（麒麟、黒闇天)

2021年
- クイズRPG 魔法使いと黒猫のウィズ（ナディ・ロイス）
- 艦隊これくしょん（2021年 - 2022年、Honolulu、第三◯号海防艦、八幡丸、雲鷹、軽巡新棲姫）

2022年
- 燐光のレムリア 星空の絆（ユナ、スゥ）

2023年
- 六本木サディスティックナイト（天海ヨシカ）

2024年
- キャットファンタジー（ショコラ）

2025年
- 逆転オセロニア（ヴェルダ）
- ネコぱら ラブプロジェクトVol.1（ショコラ）

2026年
- ネコぱら セカイコネクト（ショコラ）

### 吹き替え
- シャザム!（2021年、ダーラ〈フェイス・ハーマン〉[24]）※ザ・シネマ版

### ラジオ
※はインターネット配信。
- ネコぱらじお（2020年 - 、HiBiKi Radio Station※）[25]

### その他
教材
- 音声DL付 ゴロ合わせ日本史 まるごと年代暗記200 (2022年、DL用音声)

ドラマCD
- ノーブルウィッチーズ6 第506統合戦闘航空団 疑心！（2017年、少女）
- 闘影ジ・カイザー（2017年、吾妻イズミ）
- 1年A組のモンスター（2021年、甘利里子)
- おまけドロップス3（2024年、相沢桃歌）
- おまけドロップス4（2025年、チェイス編集者、同窓生B）

Webドラマ
- パラミリタリ･カンパニー～萌える侵略者～（難波月華[26]）
- 放課後サバガール！（2022年、かすみ）

オーディオブック
- 世界名作シリーズ　家なき子（2024年）

朗読
- 戦国IXA 千万の覇者  第一話
- りーでぃんぐ☆ぱーてぃーvol.4
- りーでぃんぐ☆ぱーてぃーvol.5

- わたしの幸せな結婚（2021年、斎森香耶）
- 女神降臨（2021年、真島望帆[27]）

Web番組
- ウチの夏フェス2015！フレッシュ夏フェス隊（2015年、AT‐X）
- ウチの夏フェス2016！フレッシュ夏フェス隊（2016年、AT‐X）
- ウチの夏フェス2017！フレッシュ夏フェス隊（2017年、AT‐X）
- 虹河ラキ 株式会社 山佐 宣伝担当キャラ（2017年 - 2020年11月）[28]

ナレーション
- 加入者の皆さまが選ぶ AT-Xアニメランキング 2014 !（2014年、AT-X）
- 加入者の皆さまが選ぶ AT-Xアニメランキング 2015 !（2015年、AT-X）
- ウチの夏フェス2017！スペシャルサンデー（2017年、AT-X）

司会
- NTT東日本オンラインセミナー（2018年）

PV
- わたしの幸せな結婚 PV（2020年、斎森香耶[29]）
- いつか憧れたキャラクターは現在使われておりません。 PV（2023年、ナレーション）

AIボイスチャット
- MIRAVO[30]

Vtuber
- 虹河ラキ

## ディスコグラフィー

### 歌手参加楽曲
| 発売日        | 商品名     | 歌       | 楽曲                          | 備考                                                               |
| ------------- | ---------- | -------- | ----------------------------- | ------------------------------------------------------------------ |
| 2016年10月    | -          | 八木侑紀 | ゴハン・パワー                | TVアニメ『きんだーてれび』エンディングテーマ                       |
| 2017年11月8日 | 恋のヒミツ | pua:re   | 「恋のヒミツ」 「あいことば」 | TVアニメ『僕の彼女がマジメ過ぎるしょびっちな件』エンディングテーマ |

### キャラクターソング
| 発売日   | 商品名                                                            | 歌 | 楽曲 | 備考                                                            |
| 2018年   | 2018年                                                            | 2018年 | 2018年 | 2018年                                                          |
| -------- | ----------------------------------------------------------------- | --- | --- | --------------------------------------------------------------- |
| 1月10日  | 恋の四十八手 秘事篇                                               | 篠崎奏多（八木侑紀） | 「わたしのおひさま」 | TVアニメ『僕の彼女がマジメ過ぎるしょびっちな件』関連曲          |
| 1月10日  | 拡張少女系トライナリー・キャラクターソングアルバム                | TRINARY | 「テクトラ！ - Yumemille feuille guruRemiX. -」 「The Truly Lovely Show !!」 「テクトラ！〜ハッピーラッキー夢みるふぃーゆ・おりじなる(DemoMix)〜」 | 『拡張少女系トライナリー』テーマソング                          |
| 1月10日  | 拡張少女系トライナリー・キャラクターソングアルバム                | ガブリエラ・ロタルィンスカ（八木侑紀）                                                                                           | 「Tak a ja lubie.」 | 『拡張少女系トライナリー』関連曲                                |
| 1月10日  | FreyMENOW the AnniversaryBest. 〜Wishreal & phobia feat.TRINARY〜 | FreyMENOW（平山笑美） feat.TRINARY                                                                                               | 「Commiato 〜光は闇へと消え、そして訪れる光〜（from.wishphobia）」                                                                                 | 『拡張少女系トライナリー』関連曲                                |
| 9月29日  | 怪獣娘（黒）〜ウルトラ怪獣擬人化計画〜 主題歌CD付き前売り券       | BLACK STARS | 「東奔西走行進曲」 | OVA『怪獣娘（黒）〜ウルトラ怪獣擬人化計画〜』オープニングテーマ |
| 2019年   |                                                                   | | |                                                                 |
| 12月18日 | 旗揚！けものみち キャラソン&ドラマアルバム“狂竜病は怖いよ！”      | 花子（八木侑紀） | 「モグモグTasty!」 | テレビアニメ『旗揚！けものみち』関連曲                          |
| 2020年   |                                                                   | | |                                                                 |
| 2月19日  | Shiny Happy Days                                                  | ショコラ（八木侑紀）、バニラ（佐伯伊織）、アズキ（井澤詩織）、メイプル（伊藤美来）、シナモン（のぐちゆり）、ココナツ（水谷麻鈴） | 「Shiny Happy Days」 | テレビアニメ『ネコぱら』オープニングテーマ                      |
| 2月19日  | 陽だまりの香り                                                    | ショコラ（八木侑紀）、バニラ（佐伯伊織）                                                                                         | 「陽だまりの香り」 | テレビアニメ『ネコぱら』エンディングテーマ                      |
| 3月18日  | ネコぱら サウンドコレクションアルバム                             | ショコラ（八木侑紀）、バニラ（佐伯伊織）、カカオ（森嶋優花）                                                                     | 「陽だまりの香り」 | テレビアニメ『ネコぱら』エンディングテーマ                      |
| 7月1日   | マルザンナに贈るLOVESONG! 異世界輸入盤 #2020-04＜國政綾水＞       | ガブリエラ・ロタルィンスカ（八木侑紀）                                                                                           | 「PP☆Popcorn Princess」 | 『拡張少女系トライナリー』関連曲                                |

## 活動ユニット
2015年6月より正規メンバーとして活躍中。
イメージカラーは白。
- 自己紹介動画 https://nico.ms/1405260863
- 推しカメラ（本人歌唱映像） https://nico.ms/1453642131